# Palazzo Zona
Il palazzo Zona (o anche palazzo Puoti) è un edificio di valore storico e architettonico di Napoli, situato in via Salvatore Tommasi.

## Storia e descrizione
Il palazzo venne costruito alla fine del XVI secolo su di un suolo di proprietà della famiglia Puoti, che ne aveva la proprietà ancora nel 1726, quando venne aggiornata la Pianta del Colle della Costigliola (noto anche come Colle di San Potito per la presenza dell'omonima chiesa) realizzata nel 1614 dall'architetto Giovan Giacomo di Conforto. Una veduta tardo-settecentesca celebrante il completamento del grande restauro fughiano del Palazzo del Real Museo Archeologico ci permette di osservare anche l'aspetto che quest'edificio aveva assunto in quel secolo (esso si presentava con un piano terra, uno ammezzato e due superiori). Il suo definitivo rifacimento risale, però, agli anni settanta del XIX secolo, quando vennero distrutte le Fosse del Grano per costruirci l'attuale via Pessina con la Galleria Principe di Napoli. Per compensare il dislivello tra la via Pessina e il Colle di San Potito si costruì un'apposita scala pubblica, arrivando però a danneggiare le fondamenta di alcuni edifici soprastanti. Il palazzo venne così totalmente rinnovato, raggiungendo i cinque piani, ma conservando la forma della scala aperta settecentesca dalle tre arcate per livello. Nel 1876 il barone Zona, proprietario di un grande appartamento al secondo piano, commissionò dei lavori decorativi al pittore locale Vincenzo Scala (1839-1893); di questi è degno di menzione soprattutto il salone da ballo, in stile neorococò.